# 中谷武雄
中谷 武雄（なかたに たけお、1945年 - ）は日本の経済学者。京都府出身。高知短期大学、徳島大学総合科学部教授、京都橘大学文化政策学部文化政策学科教授を歴任。文化経済学・文化政策の研究者。

## 略歴
- 京都大学経済学部卒業
- 京都大学経済学研究科博士課程修了
- 高知短期大学
- 徳島大学総合科学部教授
- 京都橘女子大学文化政策学部教授（2001-）
- 京都橘大学文化政策学部教授
- 文化経済学会＜日本＞理事

## 主要著作
- 『スミス経済学の国家と財政』（ナカニシヤ出版、1996）
- 池上惇他編『文化政策入門』丸善ライブラリー、2001年。
- デヴィッド・スロスビー著『文化経済学入門』（監訳）、日本経済新聞社、2002年。
- 池上惇・中谷武雄『知的所有と文化経済学―知的財産権文化が変革する現代経済』実教出版、2004年。